# Kanton Le Pays de Serres
Der Kanton Le Pays de Serres ist seit 2015 ein französischer Wahlkreis in den Arrondissements Agen und Villeneuve-sur-Lot im Département Lot-et-Garonne in der Region Nouvelle-Aquitaine; sein Hauptort ist Penne-d’Agenais. 

## Gemeinden
Der Kanton besteht aus 23 Gemeinden mit insgesamt 13.617 Einwohnern (Stand: 1. Januar 2022) auf einer Gesamtfläche von 324,80 km²:
| Gemeinde                  | Einwohner 1. Januar 2022 | Fläche km² | Dichte Einw./km² | Code INSEE | Postleitzahl | Arrondissement     |
| ------------------------- | ------------------------ | ---------- | ---------------- | ---------- | ------------ | ------------------ |
| Auradou                   | 419                      | 11,17      | 38               | 47017      | 47140        | Villeneuve-sur-Lot |
| Beauville                 | 552                      | 23,17      | 24               | 47025      | 47470        | Agen               |
| Blaymont                  | 215                      | 13,56      | 16               | 47030      | 47470        | Agen               |
| Cassignas                 | 128                      | 7,86       | 16               | 47050      | 47340        | Agen               |
| Castella                  | 377                      | 12,52      | 30               | 47053      | 47340        | Agen               |
| Cauzac                    | 413                      | 14,52      | 28               | 47062      | 47470        | Agen               |
| Dausse                    | 537                      | 6,94       | 77               | 47079      | 47140        | Villeneuve-sur-Lot |
| Dondas                    | 216                      | 14,37      | 15               | 47082      | 47470        | Agen               |
| Engayrac                  | 159                      | 10,03      | 16               | 47087      | 47470        | Agen               |
| Frespech                  | 283                      | 11,70      | 24               | 47105      | 47140        | Villeneuve-sur-Lot |
| La Croix-Blanche          | 1.081                    | 13,05      | 83               | 47075      | 47340        | Agen               |
| Laroque-Timbaut           | 1.589                    | 21,64      | 73               | 47138      | 47340        | Agen               |
| La Sauvetat-de-Savères    | 482                      | 6,86       | 70               | 47289      | 47270        | Agen               |
| Massels                   | 118                      | 6,17       | 19               | 47161      | 47140        | Villeneuve-sur-Lot |
| Massoulès                 | 201                      | 7,86       | 26               | 47162      | 47140        | Villeneuve-sur-Lot |
| Monbalen                  | 449                      | 13,00      | 35               | 47171      | 47340        | Agen               |
| Penne-d’Agenais           | 2.495                    | 46,71      | 53               | 47203      | 47140        | Villeneuve-sur-Lot |
| Saint-Martin-de-Beauville | 156                      | 7,54       | 21               | 47255      | 47270        | Agen               |
| Saint-Maurin              | 383                      | 21,74      | 18               | 47260      | 47270        | Agen               |
| Saint-Robert              | 192                      | 6,74       | 28               | 47273      | 47340        | Agen               |
| Saint-Sylvestre-sur-Lot   | 2.388                    | 21,27      | 112              | 47280      | 47140        | Villeneuve-sur-Lot |
| Tayrac                    | 380                      | 12,89      | 29               | 47305      | 47270        | Agen               |
| Trémons                   | 404                      | 13,49      | 30               | 47314      | 47140        | Villeneuve-sur-Lot |
| Kanton Le Pays de Serres  | 13.617                   | 324,80     | 42               | 4716       | –            | –                  |